# 心室中隔穿孔
心室中隔穿孔（読み方：しんしつちゅうかくせんこう、英: ventricular septal perforation、略称: VSP）とは心臓における右室と左室を分ける筋肉（壁）に穴が開く状態である。
右室と左室に血液の通り道ができるため心機能が低下し、心不全のような症状が出る場合がある。死亡率は20-50%と非常に高く、自然予後は死亡率80％と早急の治療が必要となる疾患である。

## 原因
心筋梗塞により血液の循環が滞り壊死することにより心室中隔に穴が開くことによる。
心筋梗塞を発症すると2%の確率で心室中隔穿孔になるとされている。心筋梗塞には合併症が多いため治療が難航することがある。

## 診断
胸痛後に呼吸困難が続く場合、心室中隔穿孔が疑われる。聴診で心雑音が確認でき、心臓超音波検査で心室中隔（右室と左室を分ける筋肉）間の血流がみられる。心臓カテーテル検査で穴の大きさや血流を確認する場合がある。

## 治療
基本的には緊急手術で穴をふさぐ手術を行う。人工心肺装置（CPB)を使用し心臓を止めてから治療を行う。治療には開胸を行うため感染症等のリスクがある。さらに心筋梗塞による心穿孔にはほかの部位でもダメージがあるため早急の治療が大切となっていく。